# Котибаров, Алмухамед
Алмухамед Котибаров (Алмагамбет) (1876/78, бывшая 7-я Царская волость Перовского уезда — 1938, Ташкент) — казахский политический деятель. Один из соратников Мустафы Шокая. В 1917 году избран председателя комитета Сырдариинской области. Был членом исполкома Ташкентского уезда. Участвовал во 2-м Всеказахском съезде в Оренбурге в качестве делегата от Перовского уезда Сырдариинской области. В первые годы Советской власти состоял в различных службах. В 1937 году был арестован, в 1938 году в Ташкенте по ложному обвинению приговорён к расстрелу.